# Казімєж Міхал Пац
Казімєж Міхал Пац гербу Ґоздава (нар. бл. 1655 — пом. 1719) — римо-католицький і державний діяч Великого князівства Литовського та Речі Посполитої, канонік Познанської катедральної капітули (1685—1719), командор познанської та столовицької командорій Мальтійського ордену; писар великий литовський (1683—1710), маршалок надвірний литовський (1708—1709); староста пінський, мейшаґольський, ширвінтський.

## Життєпис
Казімєж Міхал народився, ймовірно, в середині 1650-х років. Був третім сином королівського полковника Ієроніма Домініка Паца та його дружини Анни Войни. Мав двох старших братів і двох сестер. Батько помер 1661 року в дорозі під час повернення з московського полону. Неповнолітнього Казімєжа взяв під опіку та виховав його далекий родич, канцлер великий литовський Кшиштоф Зиґмунт Пац.
Восени 1673 року останній відправив Казімєжа Міхала в закордонну освітню подорож, під час якої він відвідав Німеччину, Італію, Нідерланди, Англію та Францію, добре вивчив німецьку й італійську мови. Орієнтовно навесні 1677 року прибув на Мальту, де 1678 року був прийнятий до Мальтійського ордену хрестоносців-госпітальєрів. Брав участь у морських битвах з турками. За деякими даними, близько 1679—1682 років він здійснив дипломатичну місію від короля Яна III Собєського на Мальту, зокрема, передав листа великому магістру ордену Ніколасу Котонеру з пропозицією далекосяжної співпраці в рамках майбутньої антитурецької ліги. Повернувся до Польщі на початку 1680-х років й звідтоді постійно згадується в документах як мальтійський лицар.

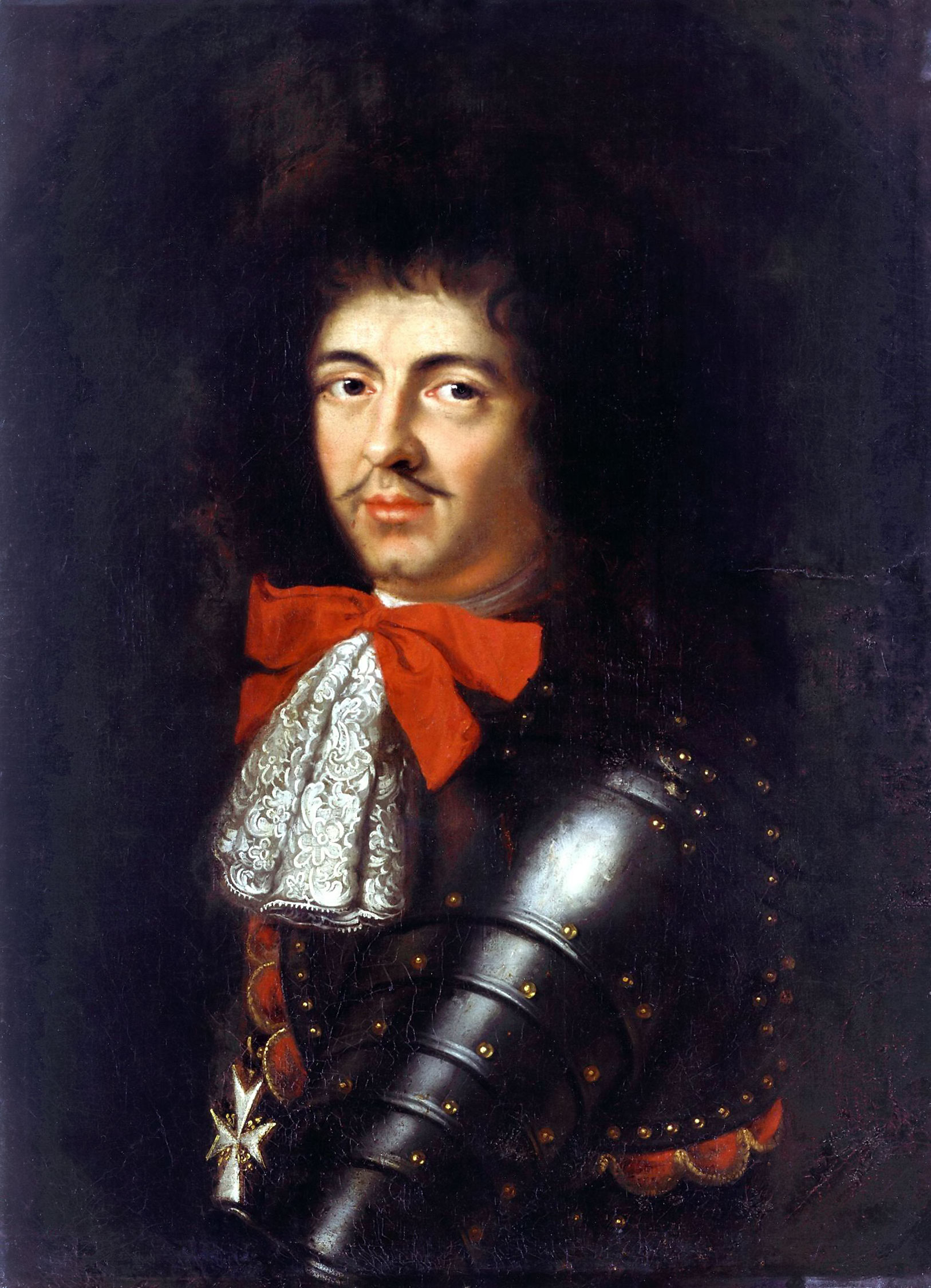
Портрет Казімєжа Міхала Паца в музеї палацу короля Яна III Собєського у Вілянові, невідомий ґданський художник (прибл. 1677—1680 роки)

1682 року Казімєж Міхал Пац отримав у цесію від великого канцлера староства Ширвінтське та Мейшаґольське. 15 лютого 1683 року отримав посаду писаря великого литовського. У вересні 1684 року від удови померлого канцлера отримав Пінське староство.
Він був каноніком познанської катедральної капітули (1685—1719) та командором місцевої (1685—1719), а також столовицької (1688—1719) командорій Мальтійського ордену.
Казімєж Пац відзначився активною парламентською діяльністю. Обирався послом ковенського сеймику на сейм 1683 року, послом жмудського сеймику на сейм 1688 року, послом інфлянтського сеймику на сейм 1688/1689 років, послом гродненського сеймику на сейм 1693 року. На сеймах 1685 і 1690 років він був призначений до комісій для проведення ревізії коронного скарбу та архіву. У грудні 1690 року він був призначений для виділення коштів переселенцям з територій Київського, Смоленського та Чернігівського воєводств, що відійшли до Московського царства.
З 1696 року був прихильником партії Сапігів. Підписав елекцію короля Августа II 1697 року, на коронаційному сеймі підписав його pacta conventa. Як посол від Пінщини брав участь у пацифікаційних сеймах 1698 і 1699 років. 24 липня 1698 року був призначений новообраним королем на посаду маршалка надвірного литовського, проте уряду не обійняв через проблеми попередника Александра Павла Сапіги з переходом на посаду маршалка великого литовського. Зрештою, у серпні 1699 року Пац був змушений поступитися цією посадою Янушеві Антонію Вишневецькому, який програв «змагання» за посаду великого маршалка.
Був послом від Ковенського повіту на сейм 1701/1702 років. 16 січня 1702 року підписав акт пацифікації Великого князівства Литовського. 18 січня, ймовірно, за інспірацією Сапігів, після переходу Януша Вишневецького на посаду каштеляна віленського Пац виступив із вимогою надати йому посаду маршалка надвірного литовського, отриману ще 1698 року. Проте король, бажаючи створити противагу партії Сапігів, надав цю посаду Казімєжеві Антонію Санґушку. Під час сейму Пац критикував політику Августа II, зокрема, засуджував початок війни з Карлом XII. Врешті-решт, 4 лютого після виголошеної промови він залишив залу засідань, фактично зірвавши сейм. Пізніше він видав маніфест, звернений до воєводств і повітів, про те, що не є винуватцем зірвання сейму. Цей документ містить передусім антисаксонські та антинімецькі акценти, а також критику порушення королем кардинальних прав Речі Посполитої.
Під час Північної війни, на рубежі 1705/1706 року став прибічником Станіслава Лещинського. З початку 1708 року знову змагався за уряд надвірного маршалка з Юзефом Вандаліном Мнішеком і влітку був призначений Лещинським на цю посаду. Після повернення Августа II 1709 року залишив посаду, проте й надалі її вживав у документах, принаймні, до 1716 року.
У березні 1710 року поступився посадою писаря великого на користь родича Кшиштофа Константія Паца, облишивши публічне політичне життя. Цього ж року передав у цесію Пінське староство племінникові Пйотрові Пацу, а 1714 року староства Мейшаґольське й Ширвінтське передав у цесію стражникові польному литовському Міхалові Еперияши. У липні 1715 року вирішував свої справи в Головному трибуналі Великого князівства Литовського.

Костел Пажайсляйського кляштору в Каунасі

Як мальтійський лицар, був неодруженим, маєток заповів племінникам Юзефові Францішеку та Пйотрові. Помер від подагри 1719 року.

## Маєтності й фундації
3 березня 1684 року Казімєж Міхал Пац отримав від Клари Ізабелли, вдови свого опікуна Кшиштофа Зиґмунта Паца, палац Бельведер під Варшавою, маєтки Довспуда і Янувка (14 сіл) у Гродненському повіті, а 1685 року, після її смерті став власником решти маєтків канцлера.
Казімєж Міхал Пац піклувався про заснований його опікуном і благодійником костел Пажайсляйського кляштору камедулів (Каунас). Протягом 1684—1690 років він закінчив каменярські роботи в костелі, восени 1689 року ризький майстер перекрив купол костелу листами заліза. 1690 року він наказав там виготовити та встановити для своїх прийомних батьків надгробки з темного мармуру з позолоченим написом.